# Edward Seymour, I duca di Somerset
Edward Seymour (1500 circa – Tower Hill, 22 gennaio 1552) fu primo duca di Somerset e Lord Protettore d'Inghilterra dalla morte di re Enrico VIII nel 1547 fino al 1549.

## Vita

### La famiglia
Edward nacque da Sir John Seymour e da Margery Wentworth. Sua sorella minore era Jane Seymour, che divenne la terza moglie di Enrico VIII d'Inghilterra, quindi Regina Consorte d'Inghilterra.
L'altro fratello, Thomas Seymour, sfruttò la posizione della sorella per ottenere riconoscimenti e ricchezze.
Edward sposò Catharine Fillol in prime nozze, ma ottenne il divorzio visto il suo presunto rapporto con il padre di Edward, John. Dopo la separazione sposò Anne Stanhope.

### La fortuna
Quando la sorella Jane sposò il re, nel 1536 Edward fu creato Visconte di Beauchamp, e in seguito Conte di Hertford. Divenne anche Warden of Scottish Meaches, un importante ruolo dell'epoca e continuò la sua brillante carriera anche dopo la morte della sorella nel 1537. Ebbe infatti una notevole influenza politica durante il periodo di regno dell'unico figlio maschio di Enrico, Edoardo VI d'Inghilterra: in nome del giovane re, Edward Seymour governò l'Inghilterra e proprio in questi anni gli fu conferito il titolo di Duca di Somerset.

### Gli ultimi anni e la condanna a morte
Dopo la vittoriosa battaglia Pinkie Cleugh, durante la quale l'esercito inglese sconfisse quello scozzese, i fratelli Seymour parvero inattaccabili. Tuttavia avevano entrambi accumulato un folto numero di avversari potenti che in breve riuscirono a far cadere Thomas e poco dopo anche Edward. A quest'ultimo fu tolto il titolo di Lord Protettore e furono confiscati tutti i feudi. Infine fu condannato a morte per tradimento nel 1552 e giustiziato il 22 gennaio dello stesso anno, mediante decapitazione, alla Tower Hill di Londra.
Il titolo fu recuperato qualche anno dopo dal figlio, Edward Seymour, I conte di Hertford.

## Discendenza
Edward e Catherine ebbero due figli:
- John Seymour (1527-19 dicembre 1552)
- Edward Seymour di Berry Pomeroy (1528 circa-2 maggio 1593)

Dalla seconda moglie Anna ebbe:
- Edward Seymour, Visconte di Beauchamp (12 ottobre 1537-1539)
- Edward Seymour, I conte di Hertford (22 maggio 1539 - 6 aprile 1621), si sposò in prime nozze con Catherine Grey
- Anna Seymour (1538-1588)
- Henry Seymour (1540-...) divenne genero di Thomas Percy, VII conte di Northumberland
- Margaret Seymour (1540-?)
- Jane Seymour (1541-1561)
- Catherine Seymour
- Edward Seymour (1548-1574)
- Mary Seymour (1552-...)
- Elizabeth Seymour (1552-3 giugno 1602)